# Strada nazionale 19 (Marocco)
La strada nazionale 19 (N 19) in Marocco è una strada che collega Nador a Tendrara.